# نارسیرتی (کاهتا)
نارسیرتی (به ترکی استانبولی: Narsırtı) (به کردی: Karkûne) 
(به زازاکی: Narkıne) یک منطقهٔ مسکونی در ترکیه است که در کاهتا واقع شده‌است.